# East End

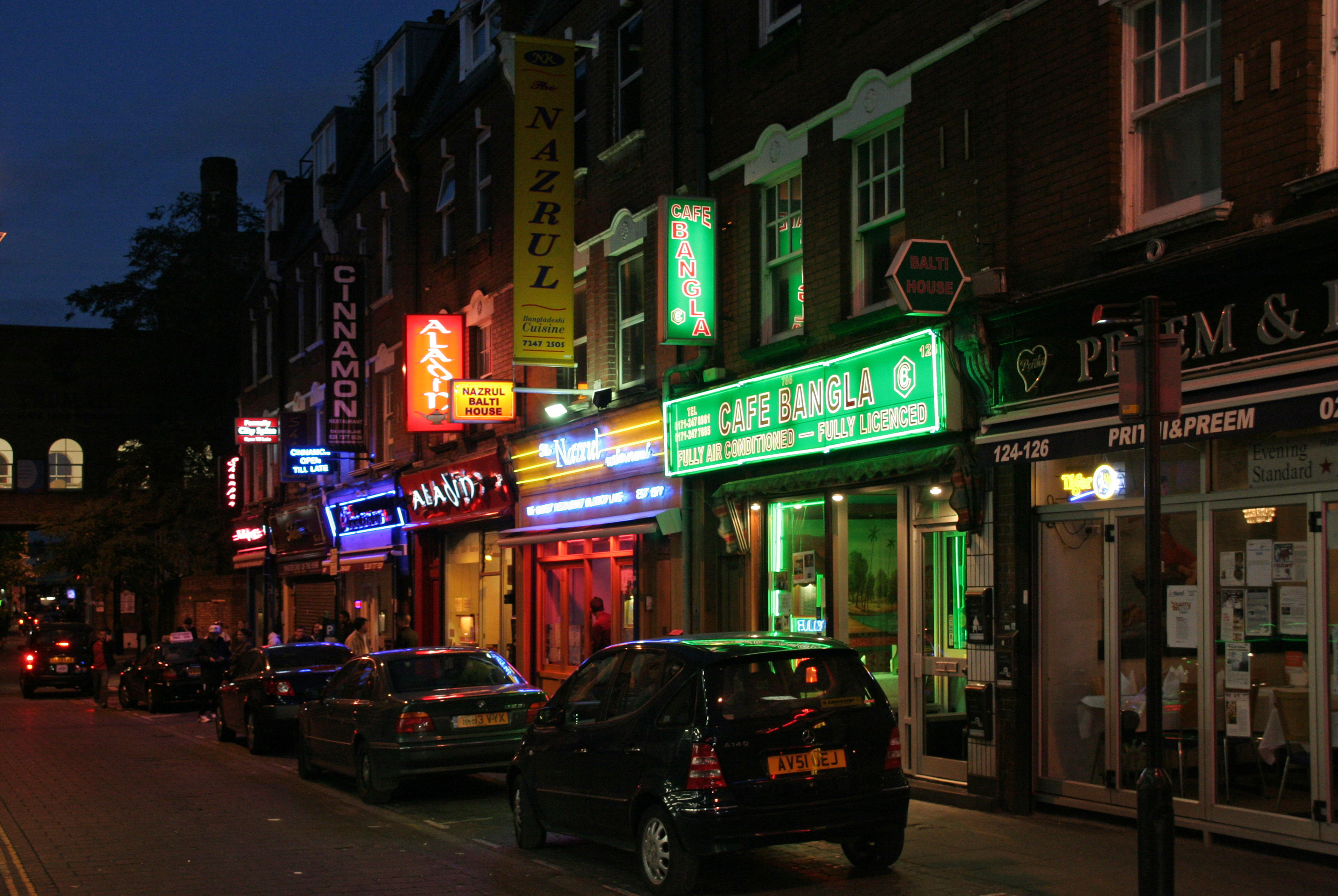
Abendstimmung im East End (Brick Lane)

Das East End in London umfasst die Bezirke östlich des mittelalterlichen Stadtkerns und nördlich der Themse.

## Geschichte und Charakter
Heute sind dies der Stadtteil Tower Hamlets und der südliche Teil von Hackney. Hackney gilt als armes, proletarisches Viertel und zog über die Jahrhunderte verschiedene Einwanderergruppen an, etwa Ende des 19. Jahrhunderts Juden und in der zweiten Hälfte des 20. Jahrhunderts Afrikaner und Südasiaten, vor allem aus Bangladesch. Hier befand sich auch die erste Londoner Chinatown.
Erklärungen für den traditionell niedrigen sozialen Status des Londoner East End:
- Wegen der vorherrschenden Westwindlage waren Abgase (Heizung, Industrie etc.) hier besonders spürbar und die Gegend war besonders gefährdet für Smog.
- Hier befinden sich die Docks, in denen viele ungelernte Arbeitskräfte beschäftigt waren.
- Das East End entstand im 18. Jahrhundert (um 1750) als Ansammlung durchaus prosperierender Fabrikbezirke (vor allem Textilverarbeitung) im Hinterland des Londoner Hafens (z. B. waren Wapping oder Limehouse Hafenviertel, Stepney, Poplar oder Whitechapel gruppierten sich um diverse Fabriken). Als 100 Jahre später, um 1820, Englands Bevölkerungsexplosion losbrach, lockte die Hoffnung auf Arbeit hunderttausende Menschen in Stadtviertel, die für diesen Andrang gar nicht gedacht, also viel zu klein, waren. Überbevölkerung war die Folge. Fast zur gleichen Zeit aber geriet die Wirtschaft des East End in eine schwere Krise, da viele Fabriken dem technischen Fortschritt der großen Fabriken Nordenglands nicht folgen konnten („Hinterhof-Industrie“) und schließen mussten. Außerdem wanderten die neuen Hafenanlagen immer weiter flussabwärts und zogen Jobs aus dem alten Hafen ab. Um 1850 verkamen viele Stadtviertel im East End zu Armenvierteln und blieben das auch lange Zeit.

Der Stadtteil wurde während des Zweiten Weltkriegs besonders intensiv von der deutschen Luftwaffe bombardiert (The Blitz).

## East End als Begriff
Die Bezeichnung „East End“ meint inzwischen allgemein sozial unterprivilegierte Stadtgebiete oder Arbeiterviertel, während West End ein Synonym für Bezirke der „besseren Gesellschaft“ wurde. Die vielfach ausgezeichnete BBC-Fernsehserie EastEnders erzählt seit 1985 vom Leben der Menschen im fiktiven Borough Walford im Londoner East End.

## Weiteres
Das East End (Whitechapel) war der Schauplatz der Morde, die ein unbekannter Frauenmörder im 19. Jahrhundert beging. Dieser wurde im Volksmund als Jack the Ripper bekannt. Zahllose Verfilmungen dieses Themas spielten im East End. Im zwanzigsten Jahrhundert waren die East Ends Schauplatz der Belagerung der Sidney Street, und die Gangster Kray-Zwillinge waren im East End aktiv. Der Gangsterfilm Bube, Dame, König, grAs spielte im East End ebenso wie die Romane Brick Lane (benannt nach der gleichnamigen Straße) und Die satanischen Verse. Fußballfans unter den Bewohnern des East Ends sind traditionell Anhänger der Teams West Ham United, Leyton Orient oder Dagenham and Redbridge. Durch die Arbeitnehmerfreizügigkeit nach der EU-Osterweiterung 2004 führte dies zu einem Verdrängungswettbewerb im Baugewerbe auch im boomenden London. So stimmten auch im East End eine Mehrheit für den Brexit und den Austritt aus der EU.